# Ireneo della Croce
Ireneo della Croce, né à Trieste le 25 mai 1625 sous le nom de Giovanni Maria Manarutta et mort  à Venise le 4 mars 1713, est un prédicateur de l'ordre des Carmes déchaux et un chroniqueur italien.
Son ouvrage sur Trieste, publié en deux parties dont la seconde de manière posthume, est un document rare sur l'histoire de cette ville.

## Biographie
Giovanni Maria Manarutta naît le 25 mai 1625 à Trieste de Bernardino Manarutta, armateur, et Veronica Franchi, sa seconde épouse. Après des études chez les Jésuites à Trieste au cours desquels il manifeste un intérêt certain pour les sciences, il rentre en 1649 dans l'ordre des Carmes déchaux sous le nom d'Irénée della Croce. Vivant dans des monastères de Venise, Milan et enfin Padoue, il revient souvent visiter sa ville natale pour les besoins de son ordre et collecte à cette occasion des renseignements sur  son histoire ; il partage son temps entre l'étude des lettres et ses obligations religieuses.
Son œuvre majeure, Historia antica e moderna, sacra e profana ... della città di Trieste ... fin'a quest'anno 1698, est imprimée à Venise grâce au financement de la municipalité de Trieste et de quelques particuliers : la rédaction prend du temps et la recherche des fonds nécessaires à sa publication, bien que celle-ci soit approuvée par la république de Venise, est compliquée. Contrairement à ce qu'indique son titre, le livre s'arrête à l'an 1000.
Une seconde partie, qui raconte l'histoire de Trieste jusqu'en 1702 et dont le manuscrit est légué par della Croce au chapitre de la cathédrale de Trieste, est publiée en 1881.
L'ouvrage d'Ireneo della Croce sur l'histoire de Trieste est le premier à mentionner brièvement la langue istro-roumaine comme « parlée dans le plateau du Karst, semblable à celle des Valaques et contenant de nombreux mots latins » ; il fait alors référence aux Istro-Roumains qui habitent la péninsule d'Istrie jusqu'à Trieste.
Atteint de multiples infirmités dues à son âge et ne quittant plus Venise depuis de nombreuses années, Ireneo della Croce meurt le 4 mars 1713 ; il est inhumé dans l'église Sainte-Marie-de-Nazareth de Venise.
Une rue de Trieste porte son nom depuis 1875.